# Districte de Basse-Terre
El Districte de Basse-Terre és un dels dos districtes en què es divideix el departament de Guadalupe i la regió de Guadalupe.

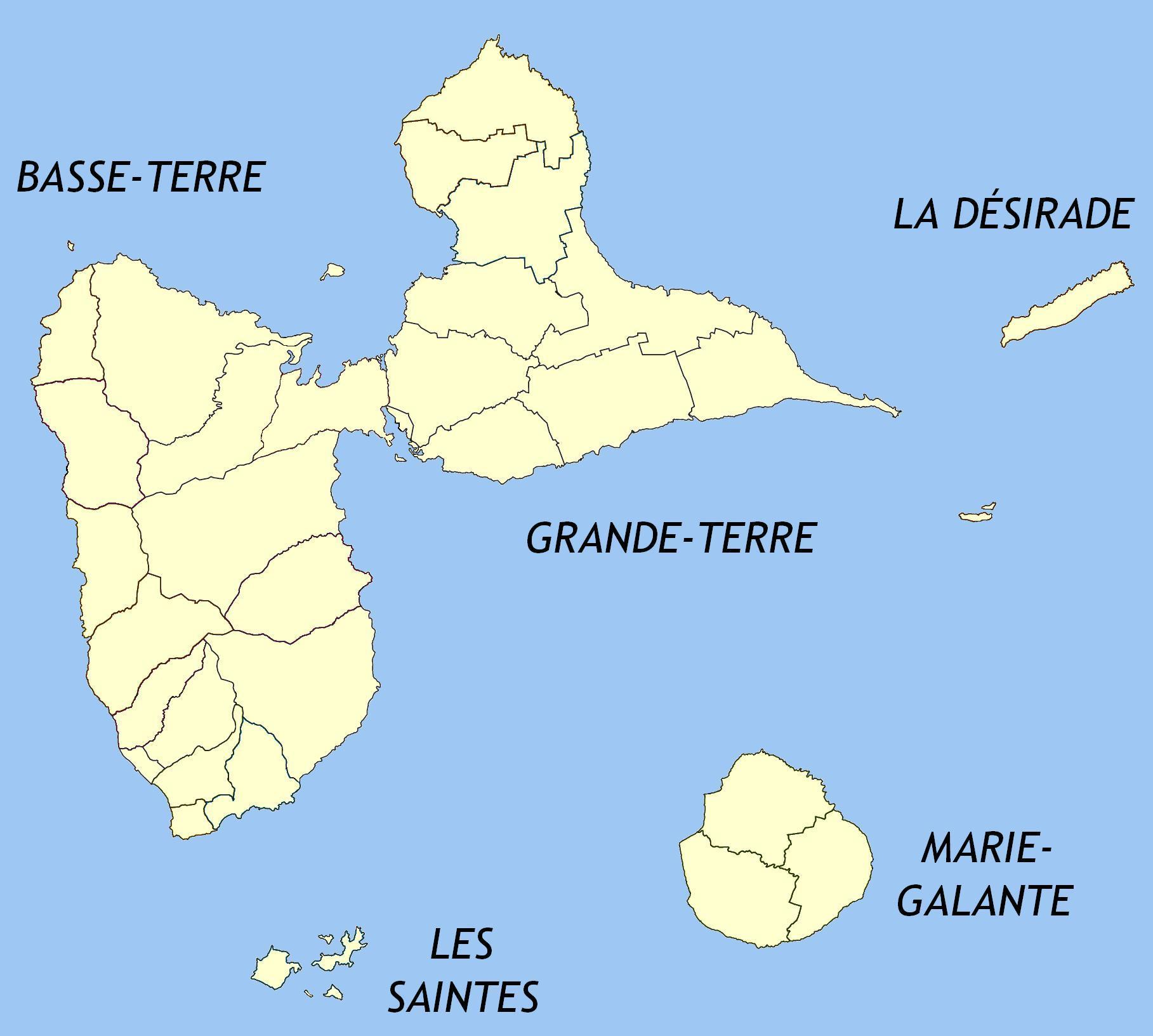
Mapa de Guadalupe

## Composició
- Cantó de Baie-Mahault, limitat a una comuna :
  - Baie-Mahault
- Cantó de Basse-Terre-1, limitat a una comuna :
  - Part de Basse-Terre
- Cantó de Basse-Terre-2, limitat a una comuna :
  - Part de Basse-Terre
- Cantó de Bouillante, limitat a una comuna :
  - Bouillante
- Cantó de Capesterre-Belle-Eau-1, limitat a una comuna :
  - Part de Capesterre-Belle-Eau
- Cantó de Capesterre-Belle-Eau-2, limitat a una comuna :
  - Part de Capesterre-Belle-Eau
- Cantó de Gourbeyre, limitat a una comuna :
  - Gourbeyre
- Cantó de Goyave, que agrupa 2 comunes :
  - Goyave
  - Part de Petit-Bourg
- Cantó de Petit-Bourg, limitat a una comuna :
  - Part de Petit-Bourg
- Cantó de Lamentin, limitat a una comuna :
  - Lamentin
- Cantó de Pointe-Noire, limitat a una comuna :
  - Pointe-Noire
- Cantó de Saint-Claude, limitat a una comuna :
  - Saint-Claude
- Cantó de Sainte-Rose-1, limitat a una comuna :
  - Part de Sainte-Rose
- Cantó de Sainte-Rose-2, que agrupa 2 comunes :
  - Part de Sainte-Rose
  - Deshaies
- Cantó des Saintes, que agrupa 2 comunes :
  - Terre-de-Bas
  - Terre-de-Haut
- Cantó de Trois-Rivières, que agrupa 2 comunes :
  - Trois-Rivières
  - Vieux-Fort
- Cantó de Vieux-Habitants, que agrupa 2 comunes :
  - Vieux-Habitants
  - Baillif